# 科因鎮區 (阿肯色州卡羅爾縣)
科因鎮區（英語：Coin Township）是位於美國阿肯色州卡羅爾縣的一個行政鎮區。

## 地方資料
根據2010年美國人口普查的數據，科因鎮區的面積為49.80平方千米，當中陸地面積為49.70平方千米，而水域面積為0.10平方千米。當地共有人口655人，而人口密度為每平方千米13人。